# Ruspolia paraplesia
Ruspolia paraplesia är en insektsart som först beskrevs av Heinrich Hugo Karny 1907.  Ruspolia paraplesia ingår i släktet Ruspolia och familjen vårtbitare.

## Underarter
Arten delas in i följande underarter:
- R. p. paraplesia
- R. p. mpangae